# Alcázar (fortezza)

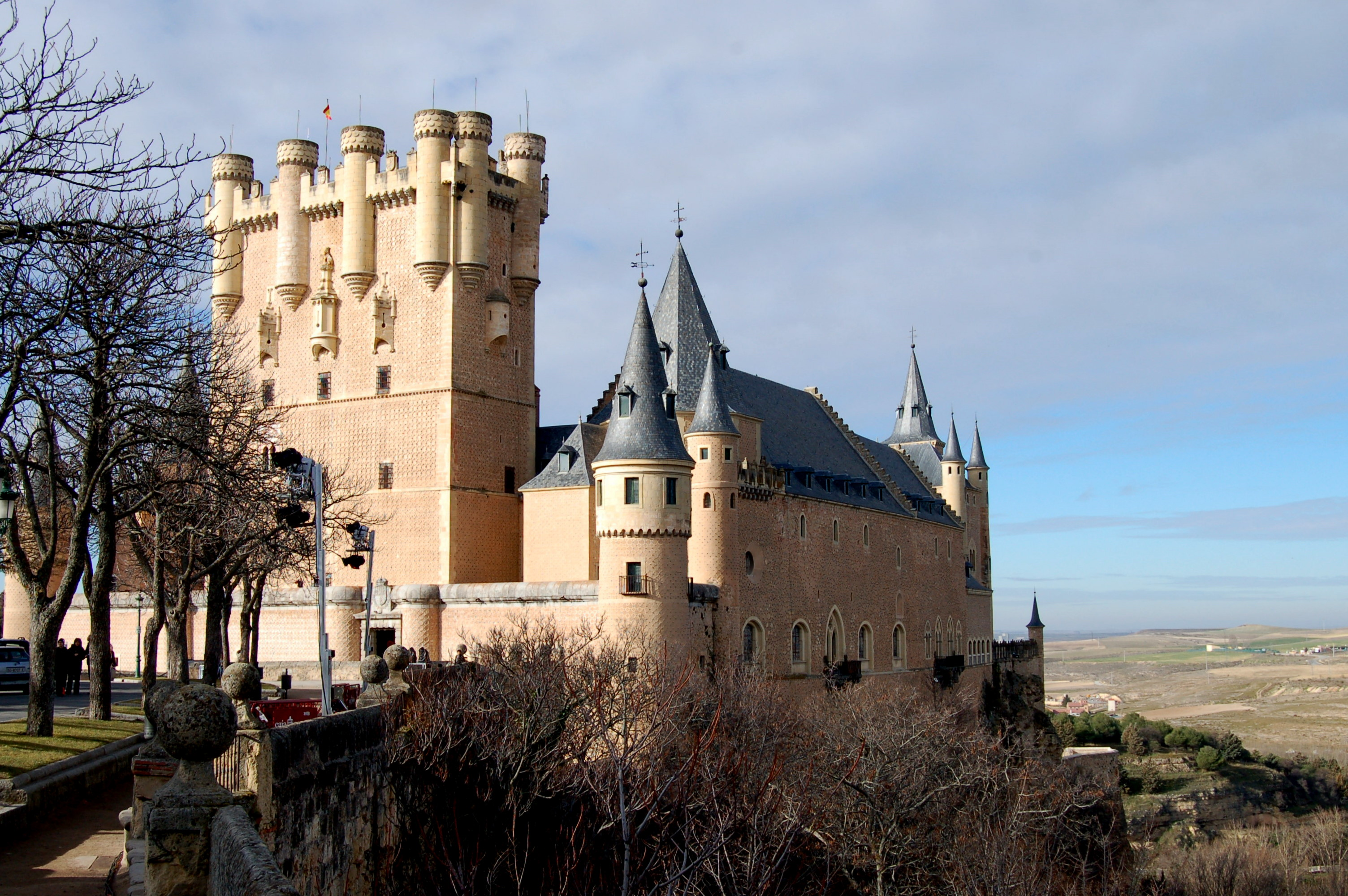
L'Alcázar di Segovia

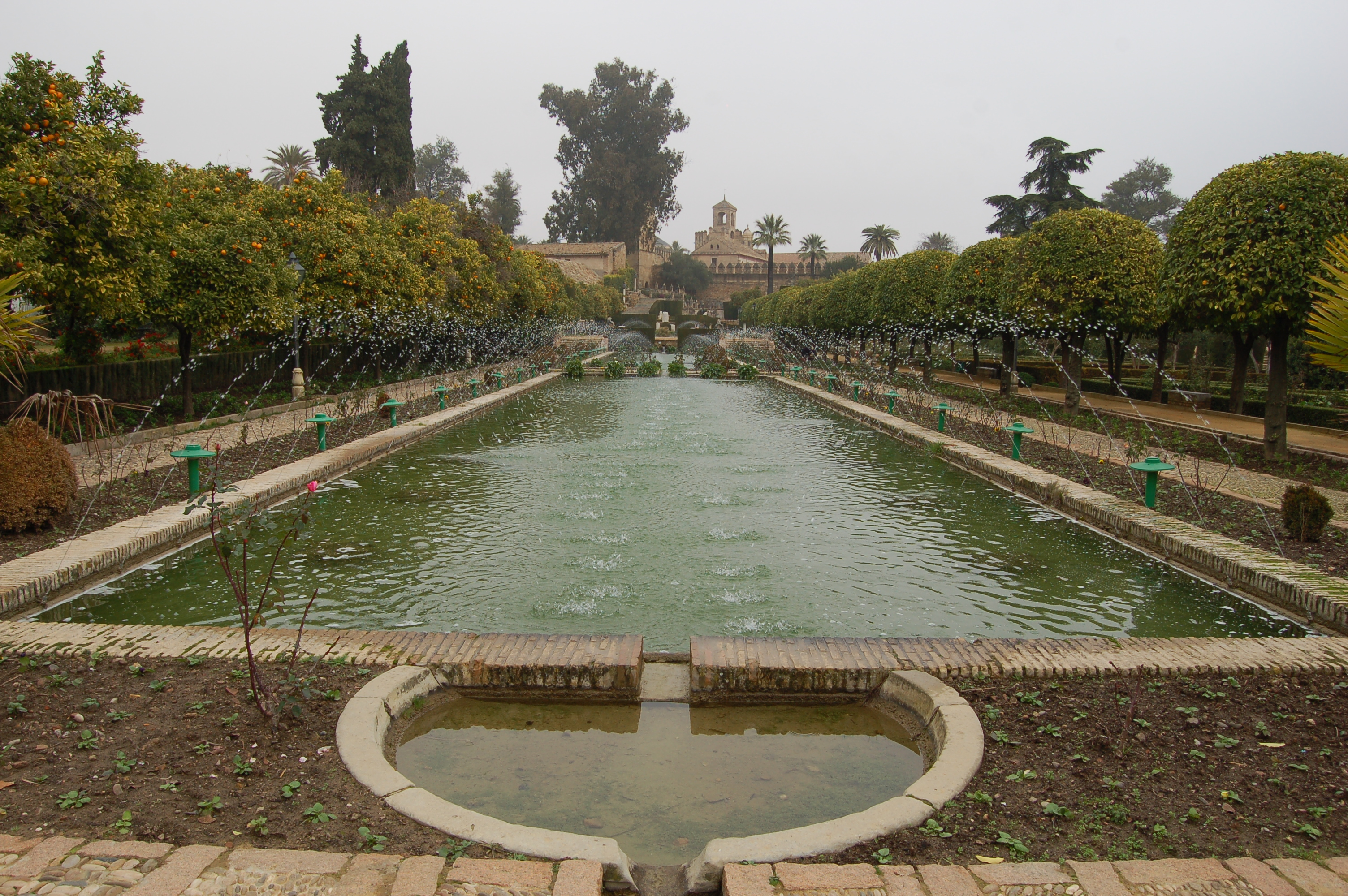
Giardino dell'Alcázar de los Reyes Cristianos a Cordova

Il termine alcázar (plurale alcázares; dall'arabo لقصر "al-qaṣr" che significa fortezza, palazzo fortificato, che a sua volta è un prestito dal latino castrum) identifica le molte fortezze e cittadelle fortificate edificate dagli arabi in Spagna, al tempo della dominazione moresca. Celebri l'Alcázar di Siviglia e l'Alcázar di Segovia, storici palazzi reali delle rispettive città, nonché quelli di Toledo e Cordova. Alcuni comuni spagnoli prendono il nome del loro Alcázar, come Alcázar del Rey e Alcázar de San Juan.

## L'Alcázar al di fuori della Spagna
A Palermo si trova il Palazzo dei Normanni, la prima costruzione (il Qasr) risale all'occupazione araba della Sicilia. In Portogallo si trova la città di Alcácer do Sal (Al Qaşr), che era un centro amministrativo dei Mori durante Al-Andalus.

## Altre immagini

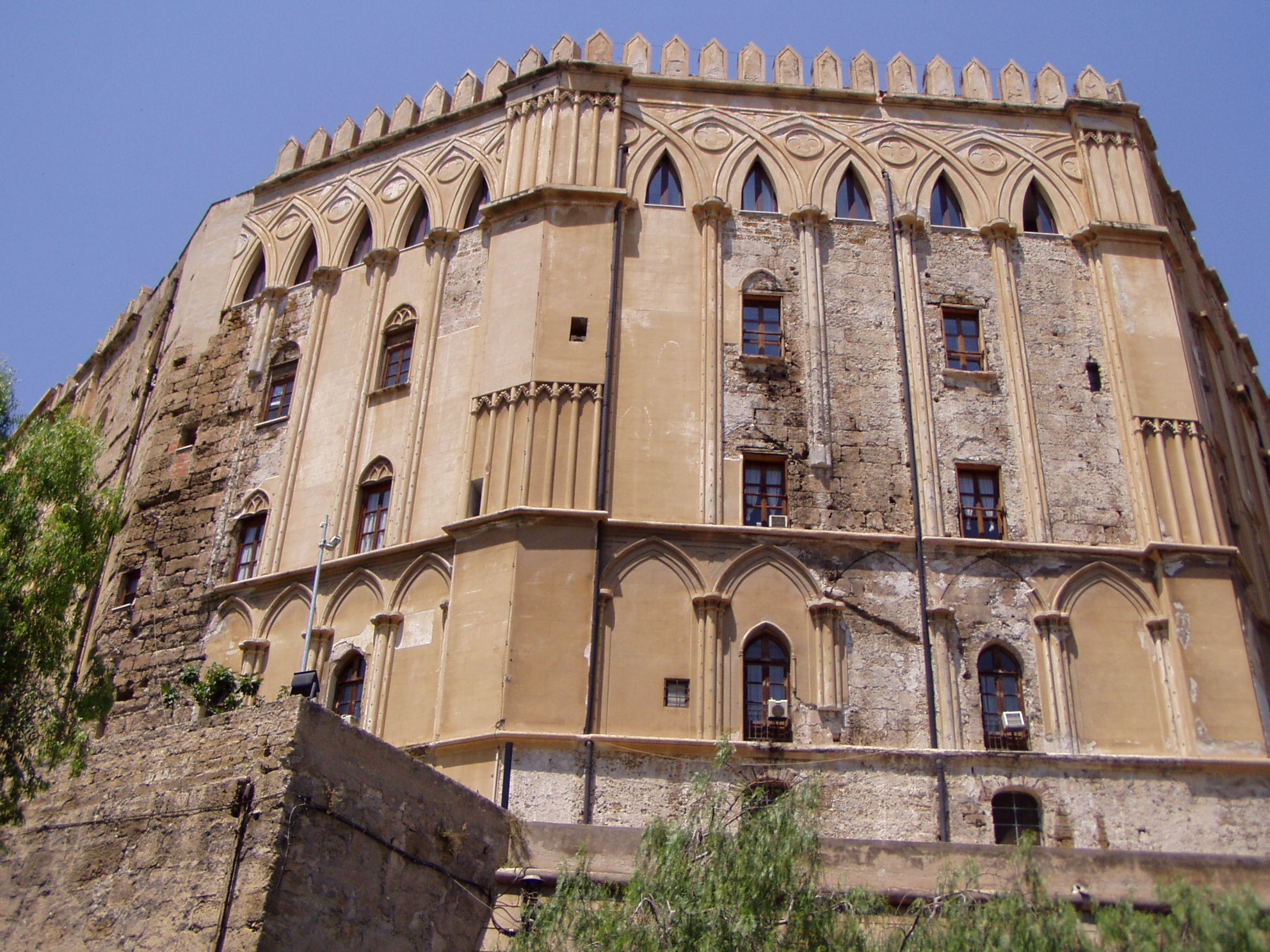
La parte normanna del Palazzo dei Normanni di Palermo, l'antica costruzione è di origine araba
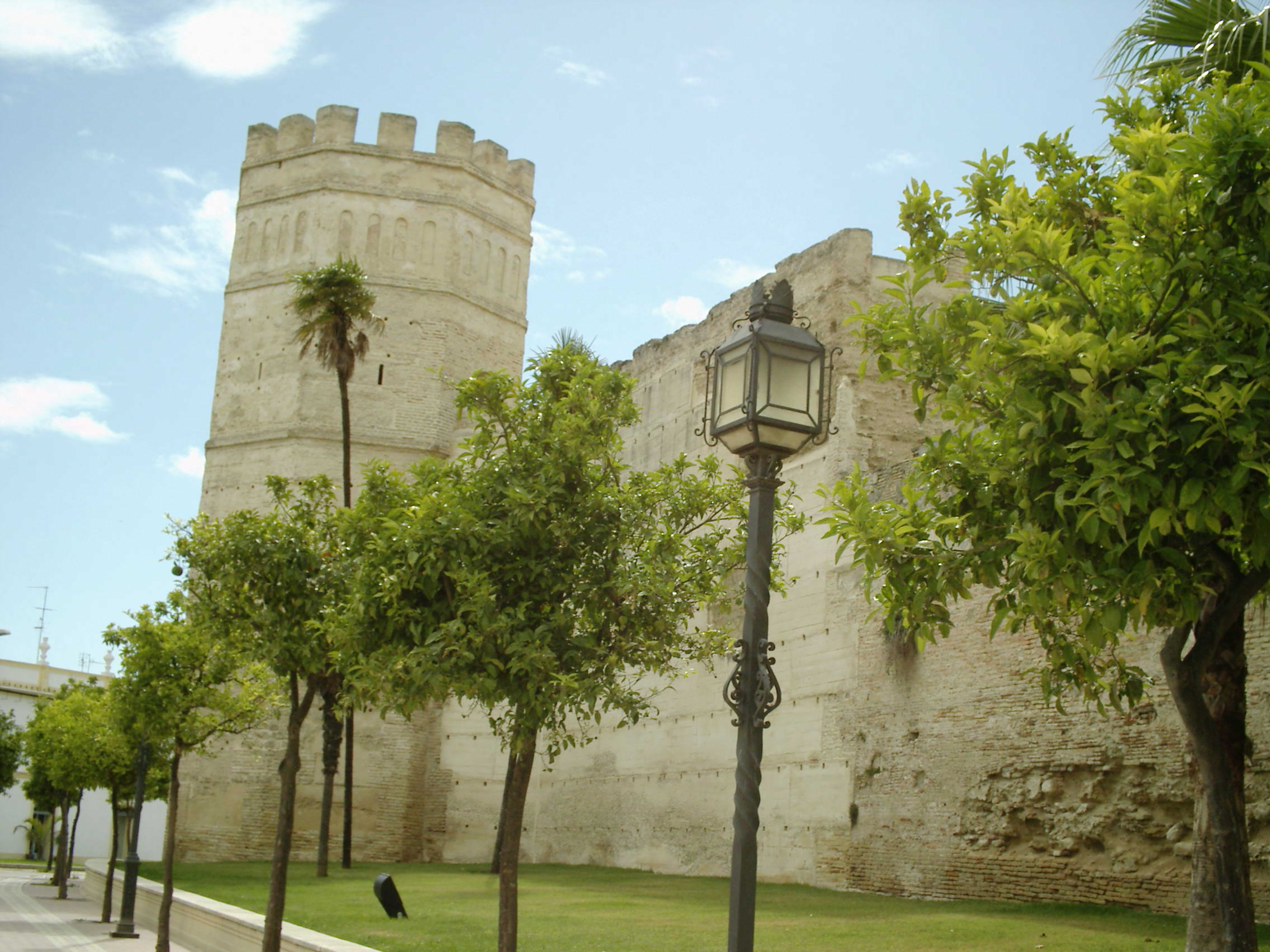
Alcázar a Jerez de la Frontera